# 周宁 (1960年)
周宁（1960年4月—），男，北京人，中华人民共和国政治人物。

## 生平
周宁本科毕业于中国政法大学，获法学学士学位。1984年1月加入中国共产党，1984年8月参加工作。1984年8月至1987年12月，任北京市海淀区司法局干部。1987年12月至1988年9月，任中央台办干部。1988年9月至1992年1月，任中央台办四组主任科员。1992年1月至1994年6月，任中央台办综合局法规处副处长。1994年6月至2000年6月，任中央台办、国台办综合局法规处处长。2000年6月至2000年9月，任中央台办、国台办研究局四处处长。2000年9月至2003年9月，任中央人民政府驻香港特别行政区联络办公室台务部四处处长。2003年9月至2005年11月，任中央台办、国台办港澳局副局长。2005年11月至2006年8月，任中央台办、国台办法规局副局长。2006年8月至2013年11月，任中央台办、国台办法规局局长。2013年11月至2014年7月，任中央台办、国台办研究局局长。2014年7月起，任中央台办、国台办主任助理、研究局局长。
周宁曾多次参加海峡两岸事务性磋商。其中最有名的是产生“九二共识”的“香港谈判”。当时，周宁以海协会咨询部副主任的名义，与台湾海基会法律服务处处长許惠祐作为双方的主谈代表，在香港开展第二次两岸公证书使用查证协商。